# ليسوم رقيق الأوراق
ليسوم رقيق الأوراق (الاسم العلمي: Illicium tenuifolium) هو نوع نباتي يتبع جنس الليسوم من فصيلة الشزندرية.